# Zahoczewie
Zahoczewie – wieś w Polsce położona w województwie podkarpackim, w powiecie leskim, w gminie Baligród.
W latach 1975–1998 miejscowość administracyjnie należała do województwa krośnieńskiego.
Przez miejscowość przepływa niewielka rzeka Hoczewka, dopływ Sanu.

## Części wsi
| SIMC    | Nazwa    | Rodzaj    |
| ------- | -------- | --------- |
| 0344544 | Podskała | część wsi |

## Historia
Wieś powstała przed XV wiekiem. Wraz z Hoczwią była ona własnością przodków Jaczka Rusina, sędziego sanockiego. 14 listopada 1407 Władysław II Jagiełło za zasługi i udział w wyprawach z trzema łucznikami potwierdził własność Jaczka Rusina i jego syna Dymitra. Wieś następnie określana jako prawa wołoskiego, w drugiej połowie XV wieku położona w ziemi sanockiej województwa ruskiego. Od 1435 właścicielem Zahoczewia był Piotr ze Zboisk. Należały do niego również: Wolica, Zboiska, Bełchówka, i Bukowsko. Do roku 1532 wieś stanowiła własność Piotra Herburta, podkomorzego lwowskiego. Około roku 1539 wieś była w posiadaniu Mikołaja Herburta Odnowskiego.
W połowie XIX wieku właścicielem posiadłości tabularnej Zahoczewie byli Rafał Osuchowski i współwłaściciele. Do roku 1939 we wsi znajdował się dwór, którego właścicielem był Roman Witoszyński.

## XX wiek
Przed II wojną światową wieś liczyła 700 mieszkańców, a społeczeństwo wielokulturowe współżyło w ze sobą w zgodzie. Liczne były rodziny mieszane pod względem narodowościowym. Ruchy nacjonalistyczne aktywne w czasie poprzedzającym II wojnę światową w europie doprowadziły do uformowania się nacjonalistów ukraińskich, których dążeniem było utworzenie niezależnego państwa ukraińskiego. Powstał OUN-B, której zbrojna formacja UPA dokonywała licznych aktów terroru chcąc skłonić ludność cywilną do opowiedzenia się za utworzeniem państwa ukraińskiego na terenie obecnych Bieszczadów i południa Polski. W 1939 nacjonaliści ukraińscy spalili w Zahoczewiu dom Pawła Olszanickiego oraz Stanisława Lorenca. Żona Stanisława Lorenca spłonęła żywcem w zabudowaniach gospodarskich. Zabili również Antoniego Łopuszańskiego. W czasie wojny i bezpośrednio po wojnie zbrojne oddziały UPA były bardzo aktywne. Dokonywały licznych napadów i pacyfikacji wsi. 1 sierpnia 1945 roku napadły na posterunek milicji mieszczący się w dworze. Dokonywały mordów na współpracujących z nowymi władzami mieszkańcach. Powiesili 12 stycznia 1945 roku Ukraińca Dymitra Gomółkę i Polaka Stefana Barańskiego [IPN Rz 298/51] (błędnie w literaturze podawanego jako Borowskiego). Okres II wojny światowej spowodował również liczne straty wśród występującej tutaj mniejszości żydowskiej. W okresie powojennym nastąpiły liczne przesiedlenia ludności narodowości ukraińskiej na tereny obecnej Ukrainy oraz w ramach akcji Wisła na tereny odzyskane. Do wsi w miejsce przesiedlonych przybyli nowi osadnicy.